# Охотский сверчок
Охотский сверчок (лат. Helopsaltes ochotensis) — вид мелких певчих птиц из семейства сверчковых (Locustellidae).

## Описание
Масса птиц 13,8—21,5 (до 26) г. Длина крыла самцов 65—73 мм, самок 60—67 мм; длина хвоста самцов 52—60 мм, 50—55 мм.

## Распространение
Побережье северной части Татарского пролива и материковой части Охотоморья на север до Тауйской губы, Шантарские острова, Сахалин, Хоккайдо, Курилы, Камчатка и Командоры. На пролете на побережье Приморья, Кореи и Китая, на юге Японии и Тайване. Зимует на Филиппинах, Борнео и Сулавеси.

## Подвиды
Ранее вид делился на подвиды:
- H. o. ochotensis (Middendorf, 1853) — материковая часть ареала (кроме Камчатки), Сахалин, Хоккайдо и Курилы (на север, вероятно до Урупа)
- H. o. subcerthiola (Swinhoe, 1874) — Камчатка и северные Курилы

Международный союз орнитологов подвидов не выделяет.